# Euthalia marana
Euthalia marana är en fjärilsart som beskrevs av Corbet 1937. Euthalia marana ingår i släktet Euthalia och familjen praktfjärilar. Inga underarter finns listade i Catalogue of Life.